# Vincenzo Cerami
Vincenzo Cerami (2 de noviembre de 1940 - 17 de julio de 2013) fue un guionista italiano. A partir de 1967 contribuyó o escribió para los guiones o adaptaciones de más de 40 películas. En 1996 fue miembro del jurado en el 46 Festival Internacional de Cine de Berlín. En 1999 fue nominado para el Premio de la Academia por guion original por la película La vida es bella.

## Premios y distinciones
Premios Óscar
| Año  | Categoría            | Película         | Resultado |
| ---- | -------------------- | ---------------- | --------- |
| 1999 | Mejor guion original | La vida es bella | Nominado  |